# 茨木市立養精中学校
茨木市立養精中学校（いばらきしりつ ようせいちゅうがっこう）は、大阪府茨木市駅前四丁目にある公立中学校。

## 概要
1947年の学制改革により、現在の茨木市や摂津市の市域にあたる8町村の学校組合立の中学校として開校した。茨木市の中心部に位置し、また茨木市で最初に設置された中学校でもある。
通称は「養中」（ようちゅう）。

## 沿革
三島郡の学校組合で設置された高等科単独の小学校・旧制養精高等小学校（1893年設立）の敷地を転用し、1947年に茨木町外8ヶ村組合立養精中学校として設置された。
しかし進駐軍の軍政部が1948年、大阪府立茨木高等学校の校舎を吹田市および富田町（現・高槻市富田地区）の新制中学校校舎として転用し、茨木高校は大阪府立春日丘高等学校に同居させる方針を決定した。方針を受けて、新制中学校に移行して教育を受けることになる旧制茨木中学校2・3年生が養精中学校に転入している。
一方で茨木高校関係者は「事実上の廃校指令」と受け止めて廃校反対運動を起こした。進駐軍は当初は廃校反対運動を相手にしなかったが、高校関係者や地元住民の意向を無視できないと判断して方針転換し、「茨木高校の校舎転用方針は撤回し、茨木高校・春日丘高校にそれぞれ新制中学校を付設して6年制の『実験学校』とする」案を急遽出した。このため養精中学校は両校の付設中学校として吸収されることになり、1949年に養精東中学校（茨木高校内）と養精西中学校（春日丘高校内）に分離した。
しかし「実験学校」案は「思いつき」（茨木市史）とまでいわれるようなものだったため、わずか1年で廃止され、1年後には元の養精中学校へと戻っている。
1950年には味舌町立中学校（摂津市立第一中学校の前身校の一つ）、1951年には茨木市立西中学校、1952年には茨木市立東中学校をそれぞれ分離している。
1957年には、当時校区だった三宅村が茨木市に編入したことに伴い学校組合を解消し、茨木市立となっている。しかし旧三宅村の一部地区は、茨木市への編入直後の1957年10月に三島町（現在の摂津市）に編入合併した。三島町に編入合併した地域については三島町からの委託を受け、引き続き養精中学校へと通学していた。旧三宅村のうち三島町になった地域は、1960年に三島町立三島中学校（現・摂津市立第一中学校）が開校したことに伴って三島中学校の校区へと変更している。
さらに1967年には茨木市立南中学校、1974年には茨木市立北中学校をそれぞれ分離している。

### 年表
- 1947年 - 学校組合立養精中学校として開校。
- 1948年 - 養精東中学校（茨木高校内）と養精西中学校（春日丘高校内）に分離。
- 1949年 - 元の養精中学校に戻る。
- 1950年 - 味舌町立中学校を分離。
- 1951年 - 茨木市立西中学校を分離。
- 1952年 - 茨木市立東中学校を分離。
- 1957年 - 学校組合を解消、茨木市立養精中学校となる。
- 1960年 - 三島町立三島中学校の開校に伴い校区変更。
- 1967年 - 茨木市立南中学校を分離。
- 1974年 - 茨木市立北中学校を分離。

## 通学区域
- 茨木市立中条小学校の校区全域。
- 茨木市立茨木小学校の校区の一部。
- 茨木市立大池小学校の校区の一部。
- 茨木市立東奈良小学校の校区の一部。

## 出身者
- ジェームス三木（脚本家）
- 嘉門達夫（ミュージシャン）
- 林卓人（サッカー選手）
- 杉原輝雄(元・プロゴルファー)

## 交通
- 東海道本線　茨木駅から徒歩約10分
- 阪急京都本線　茨木市駅から徒歩約10分